# Vihren Peak
Der Vihren Peak (englisch; bulgarisch връх Вихрен wrach Wichren) ist ein etwa 1150 m hoher und spitzer Berg auf der Livingston-Insel im Archipel der Südlichen Shetlandinseln. Im Levski Ridge der Tangra Mountains ragt er unmittelbar nordöstlich des Vitosha Saddle, 0,56 km südsüdwestlich des Helmet Peak, 1,55 km nordöstlich bis östlich des Great Needle Peak und 2,3 km nördlich bis westlich des Radichkov Peak auf. Der Huron-Gletscher liegt nordnordwestlich und der Magura-Gletscher südöstlich von ihm.
Die bulgarische Kommission für Antarktische Geographische Namen benannte ihn 2004 nach dem Wichren, dem höchsten Berg des Piringebirges im Südwesten Bulgariens.